# 電子伝達フラビンタンパク質
電子伝達フラビンタンパク質（でんしでんたつふらびんたんぱくしつ、electron transfer flavoprotein, ETF）はある種の脱水素酵素から呼吸鎖への電子伝達を行うフラボタンパク質である。

## 分類
構成的に発現して脂肪酸の酸化に関わるグループIと、特定の条件で特定の基質の酸化に関わるグループIIとに大別される。

## 機能
電子伝達フラビンタンパク質デヒドロゲナーゼによって電子伝達系のキノンを還元する。

## 構造
αとβの2つのサブユニットからなるヘテロ2量体である。
LYRMタンパク質スーパーファミリーのメンバーであるLYRM5は、αおよびβサブユニットの両方と相互作用することによってETFを脱フラビン化する。これによりFAD結合部位が不安定化し、FADが放出され、その結果、電子伝達が破綻する。

## 医学的重要性
ヒトでETFの遺伝子に変異が起きると、グルタル酸血症2型を発症する。